# Siopuk Baru
Siopuk Baru is een bestuurslaag in het regentschap Padang Lawas Utara van de provincie Noord-Sumatra, Indonesië. Siopuk Baru telt 2320 inwoners (volkstelling 2010).